# Richard P. Binzel
Richard "Rick" P. Binzel (Washington, Ohio, 1958) é um astrônomo estadunidense, professor de planetologia do Instituto de Tecnologia de Massachusetts (MIT). É descobridor de asteroides, fotometrista e inventor da escala de Turim, um método para categorizar o potencial destrutivo associado a Objetos Próximos à Terra como asteroides e cometas.

## Biografia e honrarias
Binzel recebeu o Prêmio Harold C. Urey de 1991 da American Astronomical Society. Recebeu uma "MacVicar Faculty Fellowship" por excelência em ensino no MIT em 1994. É co-investigador da missão OSIRIS-REx.
Binzel foi membro do "Planet Definition Committee", que desenvolveu a proposta para o encontro da União Astronômica Internacional em Praga em 2006, a fim de decidir se Plutão deveria ser considerado como até então um planeta. Sua proposta foi revisada durante o encontro e Plutão é agora considerado um planeta anão.
Binzel é um dos editores dos livros Seventy-five years of Hirayama asteroid families: the role of collisions in the Solar System history ISBN 0-937707-82-1 e Asteroids II ISBN 0-8165-1123-3.
O asteroide da cintura principal 2873 Binzel, descoberto por Edward Bowell na Estação Anderson Mesa, é denominado em sua homenagem.